# Frederico Guilherme, Duque de Saxe-Meiningen
Frederico Guilherme, Duque de Saxe-Meiningen (Ichtershausen, 16 de Janeiro de 1679 – Meiningen, 10 de Março de 1746), foi um duque de Saxe-Meiningen.

## Vida
Foi o quinto filho de Bernardo I, Duque de Saxe-Meiningen e da sua primeira esposa, a princesa Marie Edviges de Hesse-Darmstadt.
Quando o seu pai morreu em 1706, de acordo com o seu testamento, herdou o Ducado de Saxe-Meiningen juntamente com o seu irmão, Ernesto Luís I, e o seu meio-irmão, António Ulrico.
No entanto, pouco tempo depois, Ernesto Luís assinou um contrato entre si e os seus irmãos, e os dois foram convencidos a deixar o governo do ducado nas mãos dele.
Quando Ernesto Luís morreu (1724), Frederico Guilherme e António Ulrico voltaram a assumir o governo do ducado como tutores dos seus sobrinhos até 1733.
Após a morte do seu sobrinho, Carlos Frederico (1743),Frederico Guilherme voltou a herdar o ducado de Saxe-Meiningen.
Frederico Guilherme nunca se casou e morreu apenas três anos depois de voltar ao trono. Foi sucedido pelo seu meio-irmão António Ulrico.

## Genealogia
| Frederico Guilherme, Duque de Saxe-Meiningen | Pai: Bernardo I, Duque de Saxe-Meiningen | Avô paterno: Ernesto I, Duque de Saxe-Gota      | Bisavô paterno: João II, Duque de Saxe-Weimar                                |
| Frederico Guilherme, Duque de Saxe-Meiningen | Pai: Bernardo I, Duque de Saxe-Meiningen | Avô paterno: Ernesto I, Duque de Saxe-Gota      | Bisavó paterna: Doroteia Maria de Anhalt                                     |
| Frederico Guilherme, Duque de Saxe-Meiningen | Pai: Bernardo I, Duque de Saxe-Meiningen | Avó paterna: Isabel Sofia de Saxe-Altemburgo    | Bisavô paterno: João Filipe, Duque de Saxe-Altemburgo                        |
| Frederico Guilherme, Duque de Saxe-Meiningen | Pai: Bernardo I, Duque de Saxe-Meiningen | Avó paterna: Isabel Sofia de Saxe-Altemburgo    | Bisavó paterna: Isabel de Brunsvique-Volfembutel, Duquesa de Saxe-Altemburgo |
| Frederico Guilherme, Duque de Saxe-Meiningen | Mãe: Maria Edviges de Hesse-Darmstadt    | Avô materno: Jorge II, Conde de Hesse-Darmstadt | Bisavô materno: Luís V, Conde de Hesse-Darmstadt                             |
| Frederico Guilherme, Duque de Saxe-Meiningen | Mãe: Maria Edviges de Hesse-Darmstadt    | Avô materno: Jorge II, Conde de Hesse-Darmstadt | Bisavó materna: Madalena de Brandemburgo                                     |
| Frederico Guilherme, Duque de Saxe-Meiningen | Mãe: Maria Edviges de Hesse-Darmstadt    | Avó materna: Sofia Leonor da Saxónia            | Bisavô materno: João Jorge I, Eleitor da Saxônia                             |
| Frederico Guilherme, Duque de Saxe-Meiningen | Mãe: Maria Edviges de Hesse-Darmstadt    | Avó materna: Sofia Leonor da Saxónia            | Bisavó materna: Madalena Sibila da Prússia                                   |